# (5691) Fredwatson
(5691) Fredwatson (1992 FD) – planetoida z pasa głównego asteroid okrążająca Słońce w ciągu 3,57 lat w średniej odległości 2,33 j.a. Odkryta 26 marca 1992 roku.